# Sclerotheca raiateensis
Sclerotheca raiateensis (лат.) — кустарник, вид рода Склеротека (Sclerotheca) семейства Колокольчиковые (Campanulaceae). Эндемик острова Раиатеа во Французской Полинезии. Встречается только на плато горы Темехани. Цветок представляет собой венчик в виде тиары с 5 лепестками, в связи с чем цветок называют на Таити тиара Апетахи. Используется в качестве эмблемы острова Раиатеа.

## Охранный статус
Sclerotheca raiateensis находится под угрозой исчезновения из-за браконьерства и вандализма; это связано в том числе с тем, что ветви, верхушки которых оказываются повреждёнными при сборе цветков, отмирают целиком. Классифицирован как охраняемый вид в 1996 году: сбор цветков и листьев, повреждение веток, всего растения и окружающей среды облагаются крупным штрафом и наказываются тюремным заключением.

## Легенды
Согласно одной легенде, молодая женщина Апетахи, поднялась на гору Темехани, чтобы покончить жизнь самоубийством, обнаружив, что её муж изменяет ей. Она порезала руку и из её крови появился цветок тиара Апетахи.
По другой легенде цветок связан с историей любви Тау и Тиайтау. Тау из Вайау был рыбаком и неверным мужем. Тиайтау была красавицей, которая, в отличие от Тау, была безумно влюблена в Тау и была верна ему. Однажды он ушёл на рыбалку, но вот прошло два дня, три дня и он всё не возвращался. Тиайто стала беспокоиться о нём. Она решила отправиться на поиски на гору Темехани, оставляя после себя следы её прохождения, такие как следующее:
Там, где уставшая, она села у ручья, чтобы утолить жажду, назвали Вайпоопоо. Немного дальше, она увидела вдалеке две долины, которые назвали Те э’а Хаамаа. Место, где она выследила Тау, стало называться Те Туа Фариу. С горы Темехани она увидела мужа, который ей изменял. От горя она решила покончить с собой. Она отрезала себе правую руку, которая упала в расщелину, и кровь излилась из Тиайтау. Она сказала лишь несколько слов: «Тау, ты меня предал. Я оставляю тебе знак нашей любви, этот цветок в форме моей правой руки. Когда ты выберешь тиару апетахи, ты выберешь меня». Отсюда и название этого цветка: «апетахи» означает «разведчик». Тиайтау назвала цветок так, потому что во время поисков Тау она была поражена его изменой.

## Символ Раиатеа
Цветок Sclerotheca raiateensis является эмблемой острова Раиатеа.